# Gdzie mieszkają dzikie stwory
Gdzie mieszkają dzikie stwory (ang. Where the Wild Things Are) – australijsko-niemiecko-amerykański film przygodowy z gatunku fantasy z 2009 roku w reżyserii Spike’a Jonze’a, powstały na podstawie powieści amerykańskiego pisarza Maurice’a Sendaka pt. Tam, gdzie żyją dzikie stwory, wydanej w 1963 roku. Wyprodukowana przez wytwórnię Warner Bros.
Premiera filmu miała miejsce 13 października 2009 roku w Nowym Jorku. Trzy dni później premiera filmu odbyła się 16 października 2009 roku w Stanach Zjednoczonych, 3 grudnia w Australii oraz 11 grudnia w Wielkiej Brytanii.

## Fabuła
Film opisuje historię dziewięcioletniego chłopca imieniem Max, który sprawia kłopoty wychowawcze samotnie wychowującej go matce. Ta zaś za nieposłuszeństwo każe synowi iść do swojego pokoju zabraniając mu jeść obiad. Pewnego dnia chłopiec ucieka z domu, aby odnaleźć magiczną krainę. Przeprawia się na wyspę, którą zamieszkują niesamowite stwory. Max chce zostać ich przywódcą. Wkrótce gdy czuje tęsknotę za domem, wraca do domu, gdzie znajduje ciągle gorące danie, które matka zrobiła mu na kolację.

## Obsada
Źródło: Filmweb
- Max Records jako Max
- James Gandolfini jako Carol (głos)
- Lauren Ambrose jako KW (głos)
- Catherine O’Hara jako Judith (głos)
- Forest Whitaker jako Ira (głos)
- Paul Dano jako Alexander (głos)
- Chris Cooper jako Douglas (głos)
- Michael Berry Jr. jako Bull (głos)
- Catherine Keener jako mama

i inni.